# إنفاق المستهلك

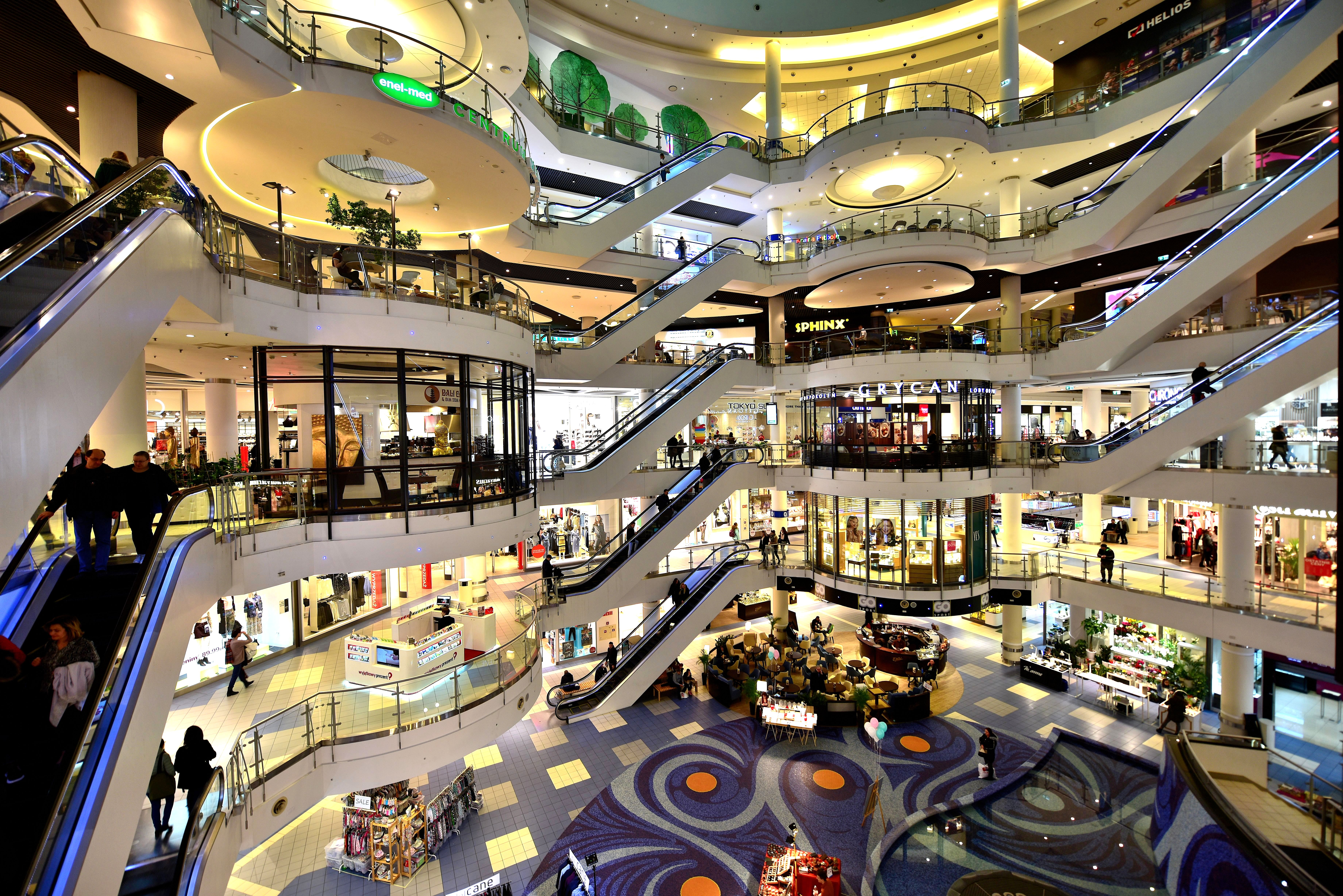

إنفاق المستهلك، أو نفقات الاستهلاك هي ما يحصل عليه الأفراد أو الأسر من السلع والخدمات، وتمثل أكبر جزء من الطلب الإجمالي على مستوى الاقتصاد الكلي. هناك عنصران للإنفاق الاستهلاكي: الاستهلاك المحدث (يتأثر بمستوى الدخل) والاستهلاك الحر (لا يتأثر بمستوى الدخل).

## عوامل الاقتصاد الكلي

### الضرائب
تعدّ الضرائب أداة لضبط وتنظيم الاقتصاد، وتؤثر السياسات الضريبية التي تضعها الحكومات على مجموعات المستهلكين وصافي إنفاقهم وثقة المستهلك. يتوقع الاقتصاديون أن يؤدي التلاعب الضريبي إلى زيادة أو تقليل إنفاق المستهلكين، على الرغم من أن التأثير الدقيق لعمليات التلاعب المحددة غالبًا ما يكون محل جدل.

### شعور وإحساس المستهلك
مشاعر المستهلكين هي موقفهم العام تجاه الاقتصاد وصحة الأسواق المالية، تشكّل عنصرًا قويًّا من عناصر الإنفاق الاستهلاكي، إذ أن المشاعر لديها قدرة قوية على التسبب في تقلبات اقتصادية، لأنه إذا كان موقف وشعور المستهلك تجاه حالة الاقتصاد سيئًا، فإنه سوف يكون مترددًا في الإنفاق. لذلك فإن مشاعر المستهلكين تعدّ مؤشرًا قويًا للاقتصاد، لأن الناس حين يثقون بالاقتصاد أو ما يعتقدون أنه سيحدث قريبًا، فإنهم سوف ينفقون ويستثمرون بثقة. بيد أن المشاعر لا تؤثر دائمًا على عادات إنفاق بعض الأشخاص بقدر ما تؤثر على آخرين. على سبيل المثال، تحدد بعض الأسر إنفاقها بشكل صارم استنادًا إلى دخلها، بحيث يصبح دخلها مساويًا أو شبه مساوٍ لاستهلاكها (بما في ذلك المدخرات)، بينما يعتمد آخرون على مشاعرهم لتحديد كيفية إنفاق دخلهم وما إلى ذلك.

### التحفيز الاقتصادي الحكومي
في أوقات الاضطرابات الاقتصادية، تحاول الحكومة في كثير من الأحيان تصحيح هذه المسألة من خلال توزيع المحفزات الاقتصادية، والتي غالبًا ما تكون في شكل خصومات أو شيكات. مع ذلك فإن هذه الطرق قد فشلت في الماضي لعدة أسباب. كما نوقش في وقت سابق، فإنه نادرًا ما تنجح الحلول المالية المؤقتة لأن الناس عادةً لا يحبون التحول السريع في عاداتهم الإنفاقيّة، كما أن الناس أذكياء بما فيه الكفاية لإدراك أن سبب حزم التحفيز الاقتصادي هي حالة الركود، وبالتالي فهم يكونون مترددين في إنفاقها بل إنهم بدلاً من ذلك يضعونها في هيئة مدخرات، وهو ما قد يساعد أيضًا في تحفيز الاقتصاد. من خلال وضع الأموال في المدخرات، تربح البنوك وتصبح قادرةً على خفض أسعار الفائدة، وهو ما من شأنه أن يشجع الآخرين على الإقلال من الادخار والإنفاق أكثر في المستقبل.

### الوقود
عندما تتعطل إمدادات الوقود، ينخفض الطلب على السلع التي تعتمد عليه، مثل المركبات الآلية والآلات كنتيجة لذلك. يؤدي انقطاع الإمدادات إلى عدم الوضوح واليقين في ما يتعلق بتوافرها وأسعارها المقبلة. في كثير من الأحيان، لن يشتري المستهلكون منتجات تعتمد على الوقود أو الطاقة حتى يتأكدوا من أن الوقود سيكون متاحًا لضمان استخدام المنتج.
لا تؤدي الزيادات في أسعار الوقود إلى انخفاض الطلب عليه لأنه يعتبر غير مرنٍ، بل سيخصص له جزء أكبر من الدخل على حساب سلعٍ أخرى، وهذا بدوره يؤدي إلى انخفاض عام في الإنفاق الاستهلاكي.

## البيانات

### الولايات المتحدة
في عام 1929، شكّل إنفاق المستهلكين ما نسبته 75٪ من اقتصاد البلاد، وحقق نموًا بلغ 83٪ عام 1932، حين هبط الإنفاق التجاري. انخفض الإنفاق الاستهلاكي إلى حوالي 50% خلال الحرب العالمية الثانية بسبب الإنفاق الكبير من الحكومة والافتقار إلى المنتجات الاستهلاكية. ارتفع الإنفاق الاستهلاكي في الولايات المتحدة من حوالي 62٪ من الناتج المحلي الإجمالي عام 1960، حيث ظل كذلك حتى عام 1981، ومنذ ذلك الوقت ارتفع إلى 71% عام 2013.